# Gospodarka finansowa
Gospodarka finansowa – działania podmiotów w dziedzinie zjawisk pieniężnych. Obejmuje posługiwanie się pieniądzem przez państwo, samorządy terytorialne i inne podmioty gospodarcze, gospodarstwa domowe i instytucje międzynarodowe.
Termin gospodarka finansowa jest terminem szerszym w stosunku do finansów, ponieważ do pojęcia finansów nie zalicza się pieniężnych ewidencji i statystyk oraz planowania finansowego.